# Nowiki (rejon werenowski)
Nowiki (biał. Навікі; ros. Новики) – wieś na Białorusi, w obwodzie grodzieńskim, w rejonie werenowskim, w sielsowiecie Girki. W źródłach pojawia się także nazwa Nowinki.
W dwudziestoleciu międzywojennym leżały w Polsce, w województwie nowogródzkim, w powiecie lidzkim, w gminie Raduń.